# Dorfkirche Reesen

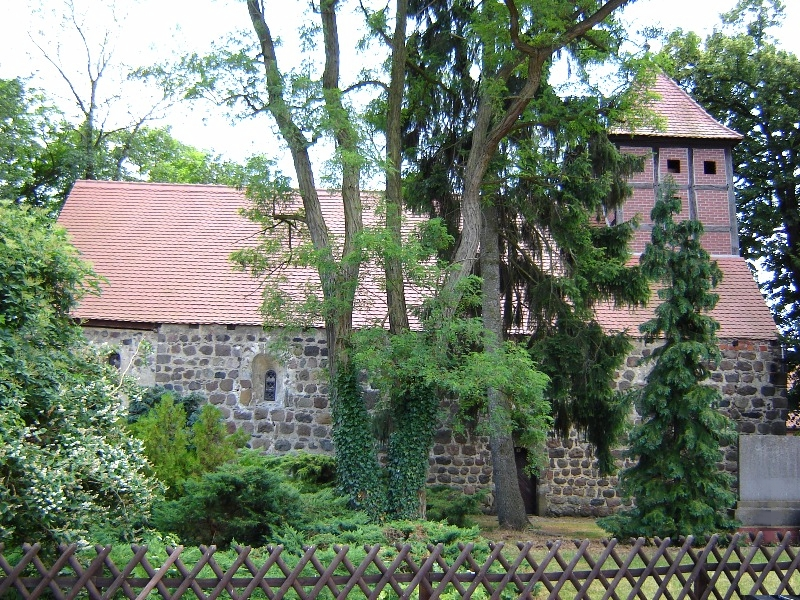
Dorfkirche Reesen

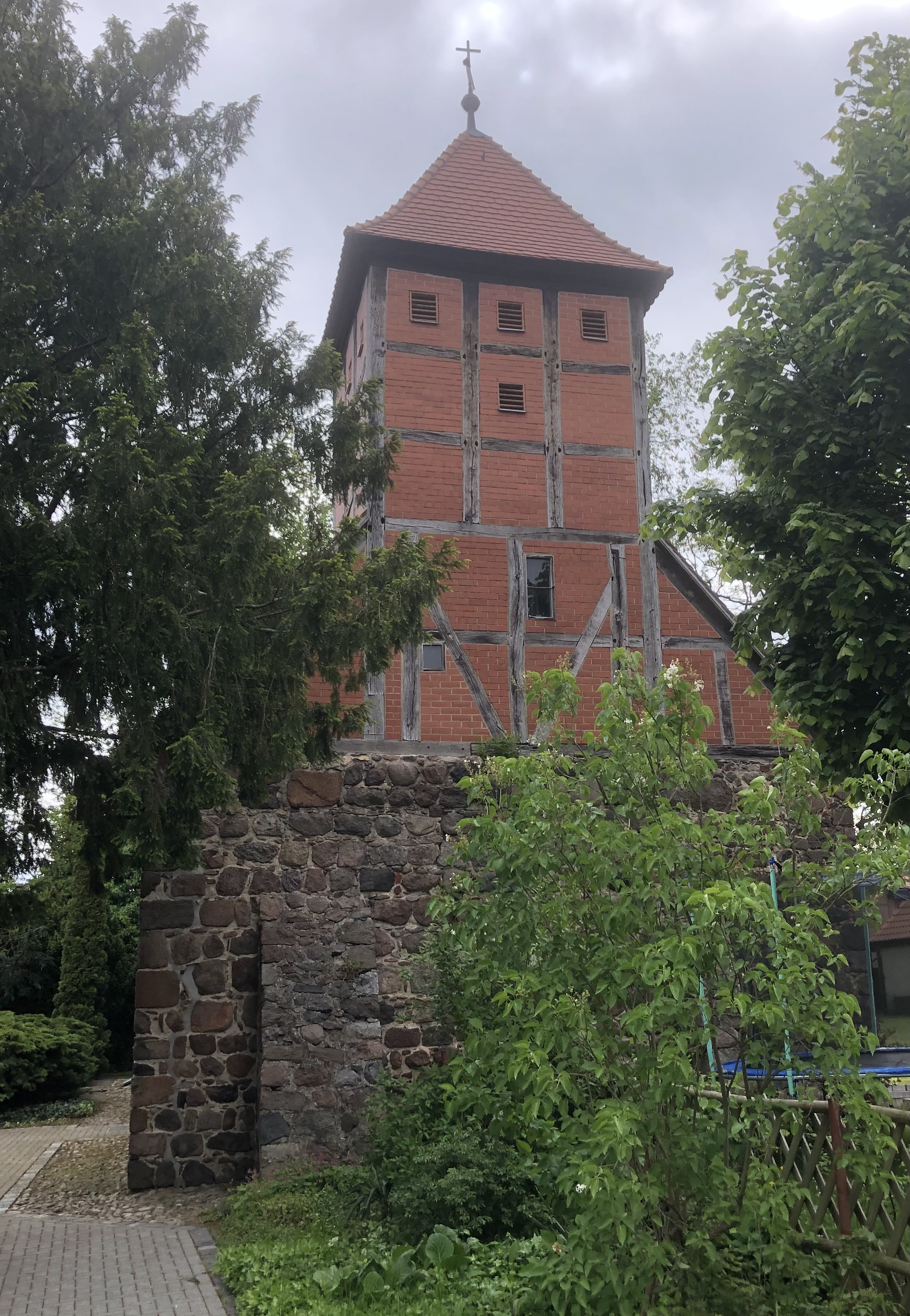
2021

Die Dorfkirche Reesen ist die evangelische Kirche des Dorfes Reesen in Sachsen-Anhalt.

## Architektur
Sie steht auf dem Kirchplatz im Zentrum des Ortes. Das Gebäude ist in seinem Ursprung spätromanisch und wurde aus Feldsteinen errichtet. Der gegenüber dem Kirchenschiff etwas schmalere im Osten angefügte Altarraum stammt aus der Zeit der Gotik. Anstelle eines massiven Kirchturms hat die Reesener Kirche einen in Fachwerkbauweise auf dem Westgiebel errichteten und mit einem Zeltdach versehenen Dachreiter. Das Nordportal und einige Fenster stammen noch aus der Ursprungszeit der Kirche, die drei Fenster der Ostwand haben eine gotische Form, während die Segmentbogenfenster wohl im 17. Jahrhundert eingebaut wurden.
1997 wurde die Kirche instand gesetzt.
Nordwestlich der Kirche steht das an die Gefallenen des Ersten Weltkriegs erinnernde Kriegerdenkmal Reesen, nördlich das Kriegerdenkmal für den Zweiten Weltkrieg.

## Innengestaltung
Der Innenraum trägt eine flache Holzdecke, an der Nord- und Westwand sind Emporen angebracht. Der ebenfalls aus Holz gefertigte klassizistische Kanzelaltar trägt die Jahreszahl 1795. Das wohl älteste Inventarstück ist der gotische achteckige Taufstein.